# Giuliano-Dalmata

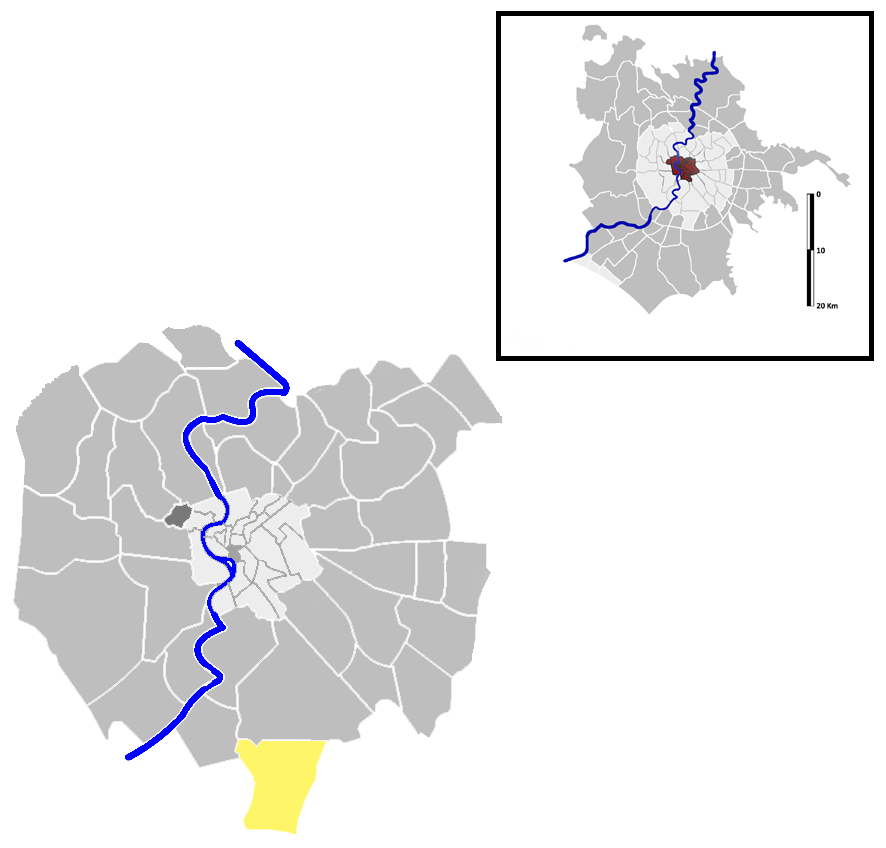
Lage von Giuliano-Dalmata in Rom

Giuliano-Dalmata ist Nummer XXXI (31) von 35 Quartieri in Rom. Es ist im äußersten Süden der Stadt. Es erhielt seinen Namen im Jahre 1955, nachdem 2000 Flüchtlinge aus Istrien, Julisch Venetien und Dalmatien dort angesiedelt worden waren. Diese Gebiete musste Italien – im Fall von Julisch Venetien zum Teil, in den anderen beiden vollständig – nach dem Zweiten Weltkrieg an Jugoslawien abtreten.

## Bemerkenswerte Orte
- NATO Defense College
- San Marco evangelista in Agro Laurentino
- Sante Perpetua e Felicita
- San Giuseppe da Copertino
- Santa Giovanna Antida Thouret
- Sant’Anselmo alla Cecchignola